# American Cinematheque Award
Mit dem American Cinematheque Award wird alljährlich „ein außergewöhnlicher Künstler der Unterhaltungsindustrie geehrt, der sich voll und ganz für seine Arbeit einsetzt und einen bedeutenden Beitrag zur Filmkunst leistet.“
Die Preise werden von der American Cinematheque vergeben, einer unabhängigen, gemeinnützigen Kulturorganisation in Los Angeles, die sich ausschließlich der öffentlichen Präsentation des bewegten Bildes in all seinen Formen widmet.

## Liste der Preisträger

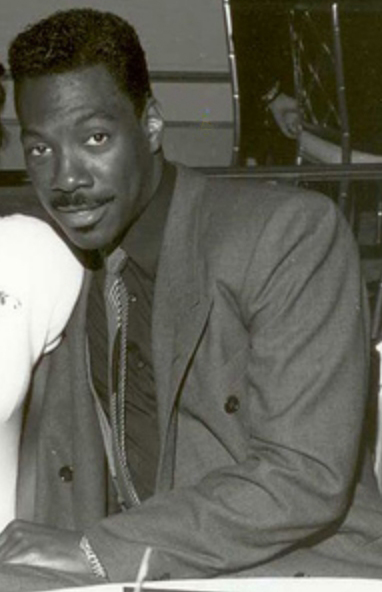
Eddie Murphy, der erste und zugleich jüngste Empfänger bisher

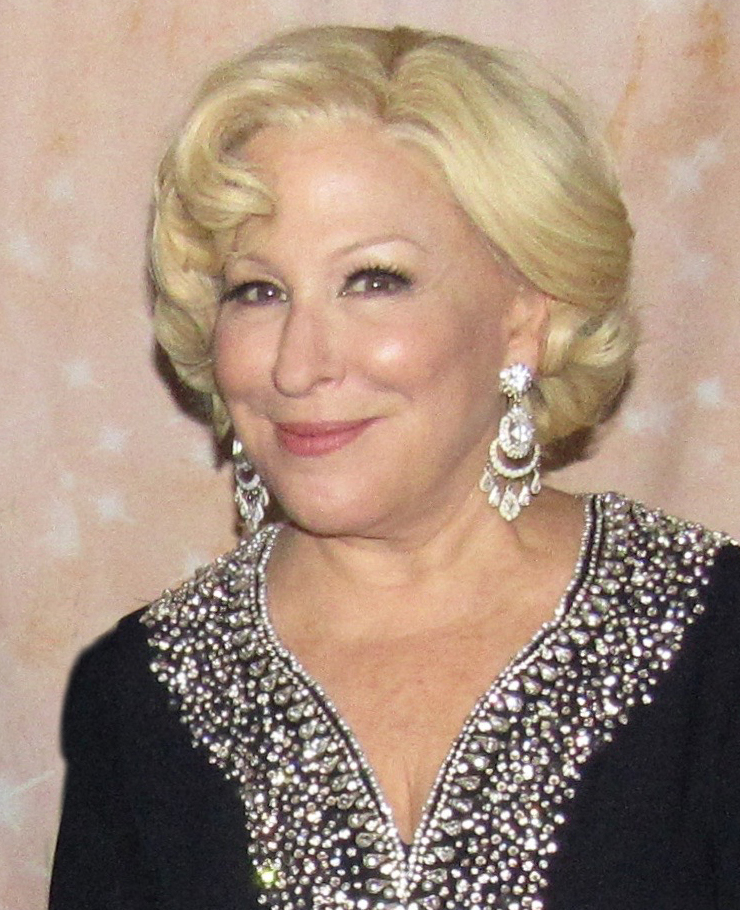
Bette Midler, die erste Frau, die mit dem Award ausgezeichnet wurde

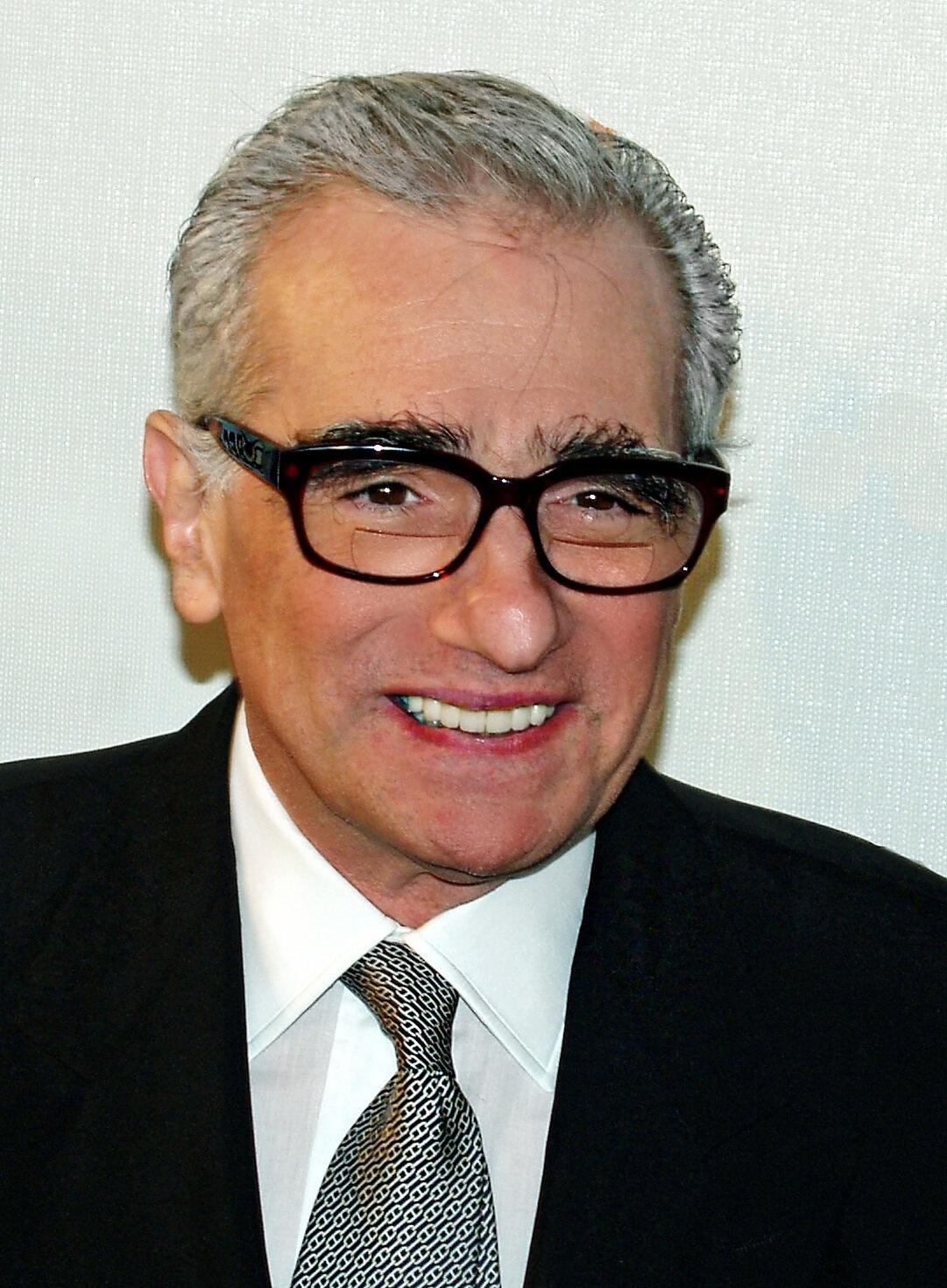
Martin Scorsese, wurde 1991 mit dem Award ausgezeichnet

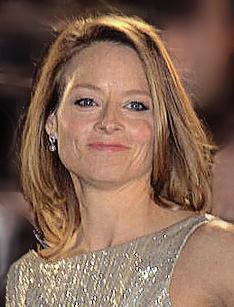
Jodie Foster, wurde 1999 mit dem Award ausgezeichnet

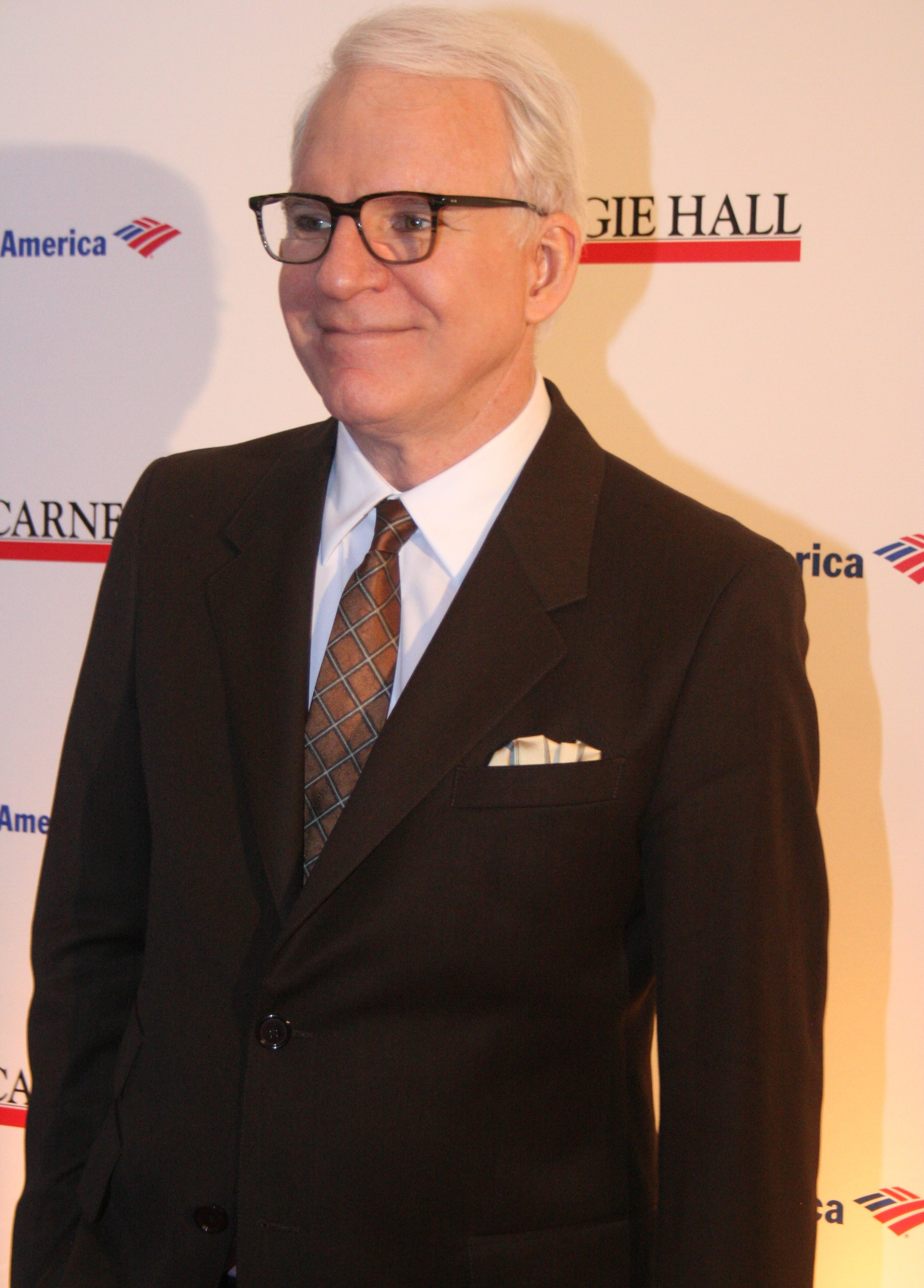
Steve Martin, wurde 2004 mit dem Award ausgezeichnet

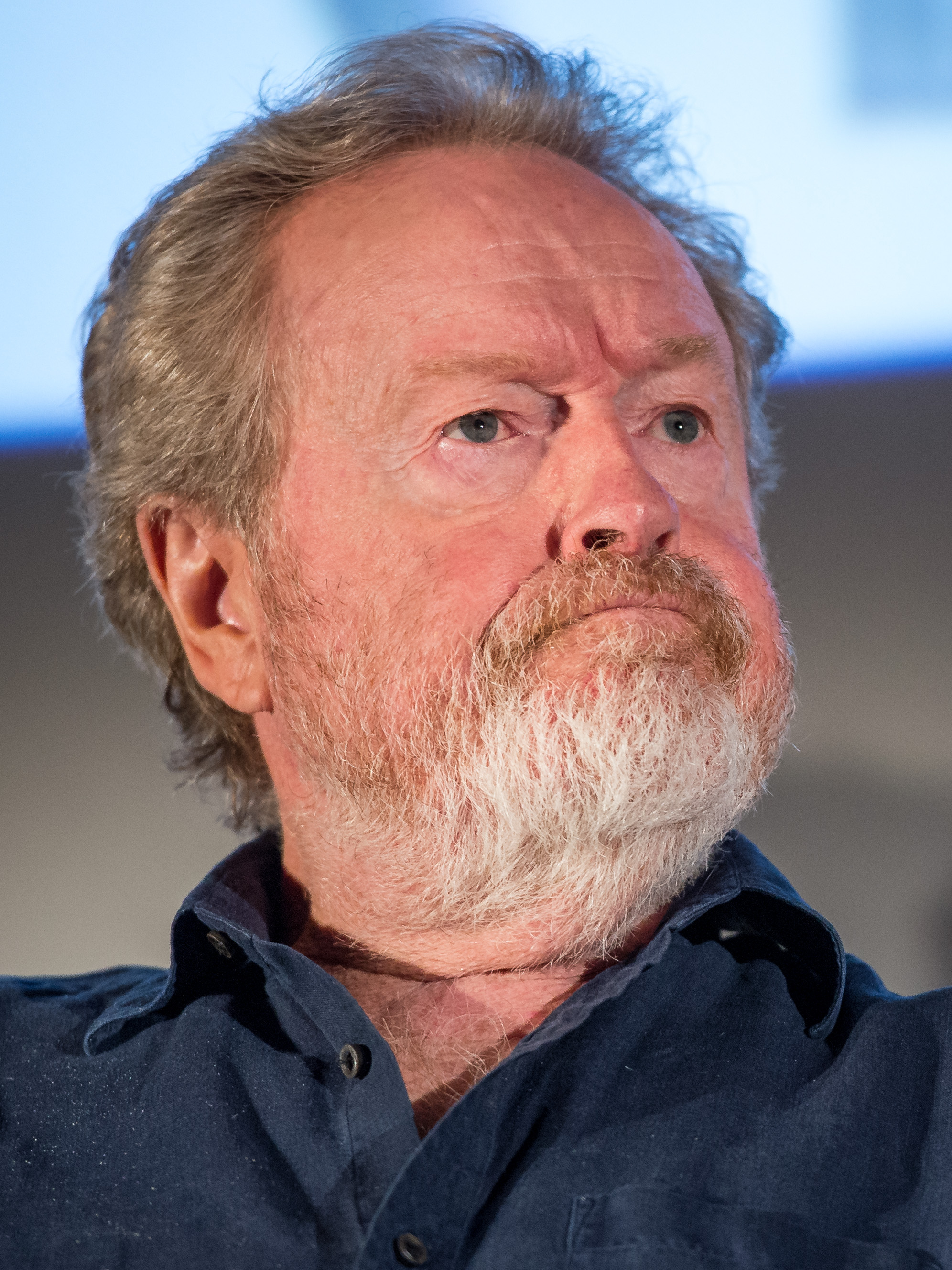
Ridley Scott, wurde 2016 mit dem Award ausgezeichnet; er ist bisher der älteste Empfänger dieser Auszeichnung

| Preisträger           | Jahr | Alter |
| --------------------- | ---- | ----- |
| Eddie Murphy          | 1986 | 25    |
| Bette Midler          | 1987 | 42    |
| Robin Williams        | 1988 | 37    |
| Steven Spielberg      | 1989 | 43    |
| Ron Howard            | 1990 | 36    |
| Martin Scorsese       | 1991 | 49    |
| Sean Connery          | 1992 | 62    |
| Michael Douglas       | 1993 | 49    |
| Rob Reiner            | 1994 | 47    |
| Mel Gibson            | 1995 | 39    |
| Tom Cruise            | 1996 | 34    |
| John Travolta         | 1997 | 43    |
| Arnold Schwarzenegger | 1998 | 51    |
| Jodie Foster          | 1999 | 36    |
| Bruce Willis          | 2000 | 45    |
| Nicolas Cage          | 2001 | 37    |
| Denzel Washington     | 2002 | 48    |
| Nicole Kidman         | 2003 | 36    |
| Steve Martin          | 2004 | 59    |
| Al Pacino             | 2005 | 65    |
| George Clooney        | 2006 | 45    |
| Julia Roberts         | 2007 | 40    |
| Samuel L. Jackson     | 2008 | 60    |
| Matt Damon            | 2010 | 40    |
| Robert Downey Jr.     | 2011 | 46    |
| Ben Stiller           | 2012 | 47    |
| Jerry Bruckheimer     | 2013 | 56    |
| Matthew McConaughey   | 2014 | 45    |
| Reese Witherspoon     | 2015 | 39    |
| Ridley Scott          | 2016 | 79    |
| Amy Adams             | 2017 | 43    |
| Bradley Cooper        | 2018 | 43    |
| Charlize Theron       | 2019 | 44    |
| Spike Lee             | 2020 | 63    |
| Scarlett Johansson    | 2021 | 36    |
| Ryan Reynolds         | 2022 | 46    |
| Helen Mirren          | 2023 |       |